# Trnava pri Laborci
Trnava pri Laborci – wieś (obec) na Słowacji położona w kraju koszyckim, w powiecie Michalovce. Pierwsze wzmianki o miejscowości pochodzą z roku 1249. 
Według danych z dnia 31 grudnia 2012, wieś zamieszkiwało 579 osób, w tym 296 kobiet i 283 mężczyzn.
W 2001 roku rozkład populacji względem narodowości i przynależności etnicznej wyglądał następująco:
- Słowacy – 95,54%
- Czesi – 0,78%
- Polacy – 0,19%
- Romowie – 2,33%
- Rusini – 0,19%
- Ukraińcy – 0,58%

Ze względu na wyznawaną religię struktura mieszkańców kształtowała się w 2001 roku następująco:
- Katolicy rzymscy – 39,34%
- Grekokatolicy – 55,81%
- Prawosławni – 1,36%
- Ateiści – 2,33%
- Nie podano – 0,78%